# Проміжний мозок
Проміжний мозок або діенцефальний відділ головного мозку (Diencephalon) — відділ головного мозку. Розміщений вище від середнього мозку під мозолистим тілом. Зверху і з боків прикритий і зростається з півкулями кінцевого мозку .
До складу проміжного мозку входять 
- Зорові горби
- надгорбова ділянка
- загорбова ділянка
- підгорбова ділянка

Порожниною проміжного мозку є третій шлуночок(ventriculus tertius). Це щілиноподібний простір, розміщений в серединній площині між зоровими горбами. Внизу третій шлуночок переходить у водопровід Сільвія, а зверху через парні отвори сполучається з бічними шлуночками великих півкуль.
Проміжний мозок інтегрує сенсорні, рухові і вегетативні реакції, необхідні для цілісної повноцінної діяльності організму. 

## Зорові горби
Зорові горби (thalami optici) — найбільші утворення проміжного мозку яйцеподібної форми, що прилягають до великих півкуль. Задні розширені частини їх називають подушками. Медіальні поверхні зорових горбів (правого і лівого), звернені одна до одної, утворюють бічні стінки шлуночка.
Зорові горби переважно складаються із сірої речовини, що прошарками білої речовини поділені на ядра, які є підкірковими центрами чутливості всього тіла людини. Зорові горби нервовими волокнами з'єднані з різними відділами кори головного мозку. Вся інформація (крім нюхової), яка йде до кори головного мозку, обов'язково проходить через зорові горби. Крім того, зорові горби з'єднані з блідою кулею, що розташована зовні від них і є підкірковим руховим центром.
Отже, від зорових горбів чутливі шляхи продовжуються частково до підкіркових ядер великих півкуль (бліда куля), частково-безпосередньо до кори. Подушки зорових горбів є підкірковими зоровими центрами.

## Надгорбова ділянка
Надгорбова ділянка (epithalamus) відносно мала. До неї належать :
- мозкові (медулярні) смужки
- повідці
- трикутники повідців
- шишкоподібна залоза (епіфіз)

Мозкові смужки прилягають до верхньої частини зорових горбів. Задні частини їх розширюються, з'єднуючись між собою та з шишкоподібною залозою. Мозкові смужки є підкірковим нюховим центром, а шишкоподібна залоза за своєю будовою і функціями належить до залоз внутрішньої секреції.

## Загорбова ділянка
Загорбова ділянка (metathalamus) складається із парних утворень — внутрішніх і зовнішніх колінчастих тіл, що розміщені ззаду від подушок зорових горбів. Внутрішні колінчасті тіла (медіальні) є поряд з нижніми горбиками чотиригорбикового тіла середнього мозку підкірковими слуховими центрами. Зовнішні (латеральні) колінчасті тіла разом з верхніми горбиками чотиригорбикового тіла та подушками зорових горбів є підкірковими зоровими центрами.

## Підгорбова ділянка
Підгорбова ділянка (hypothalamus) розміщена безпосередньо під зоровими горбами, утворюючи нижню стінку третього шлуночка. Їх добре видно на основі головного мозку. 
До підгорбової ділянки входять
- сірий горб
- лійка
- гіпофіз
- соскоподібні тіла .

Соскоподібні тіла розміщені на основі мозку між його ніжками у вигляді двох округлих утворень. Всередині міститься сіра речовина (ядра) і за своїми функціями вони є підкірковими нюховими центрами.
Спереду від соскоподібних тіл розміщений сірий горб з порожниною всередині, що є виступом дна третього шлуночка. Верхівка його витягнута у вузеньку трубку і називається лійкою. Кінець лійки з'єднаний з гіпофізом. Гіпофіз — це провідна ендокринна залоза.
Сірий горб складається з нервових клітин, які утворюють ядра. Тут розміщені вищі підкіркові вегетативні центри.
Гіпоталамус здійснює регулюючий вплив на розміщені нижче вегетативні центри і залози внутрішньої секреції, а через них на обмін речовин, діяльність всіх внутрішніх органів, а також відіграє важливу роль в теплорегуляції, підтриманні гомеостазу, впливає на емоційні реакції людини тощо.
Маючи численні зв'язки із зоровими горбами, корою великих півкуль, ретикулярною формацією стовбура мозку, гіпофізом та іншими відділами центральної нервової системи, гіпоталамус є однією із найважливіших ланок нервової системи, яка координує вегетативні функції з психічними і соматичними.